# Velechvín
Velechvín je vesnice, část města Lišov v okrese České Budějovice v Jihočeském kraji. Nachází se na Lišovském prahu, v nadmořské výšce 495 metrů.

## Historie
První písemná zmínka o vesnici pochází z roku 1360. V okolí se nacházely vápencové lomy, provozované až do 19. století, a těžila se tam také železná ruda.

## Obyvatelstvo
| Rok            | 1869 | 1880 | 1890 | 1900 | 1910 | 1921 | 1930 | 1950 | 1961 | 1970 | 1980 | 1991 | 2001 | 2011 | 2021 |
| -------------- | ---- | ---- | ---- | ---- | ---- | ---- | ---- | ---- | ---- | ---- | ---- | ---- | ---- | ---- | ---- |
| Počet obyvatel | 242  | 237  | 200  | 211  | 226  | 246  | 222  | 164  | 173  | 169  | 133  | 114  | 104  | 97   | 93   |
| Počet domů     | 28   | 31   | 32   | 34   | 36   | 37   | 39   | 47   | 44   | 42   | 38   | 48   | 53   | 55   | 59   |

## Obecní správa
Při sčítání lidu v letech 1850–1964 byl Velechvín obcí v okrese České Budějovice a roku 1950 patřil do okresu Třeboň. Při sčítání od 14. června 1964 do 30. června 1980 byl částí obce Kolný v okrese České Budějovice a od 1. července 1980 je částí obce Lišov. V letech 1850–1919 k obci patřily osady Červený Újezdec a Lhotice, v letech 1850–1924 osada Kolný a od 4. dubna 1943 do 31. července 1945 také osady Hrutov a Levín.

## Pamětihodnosti

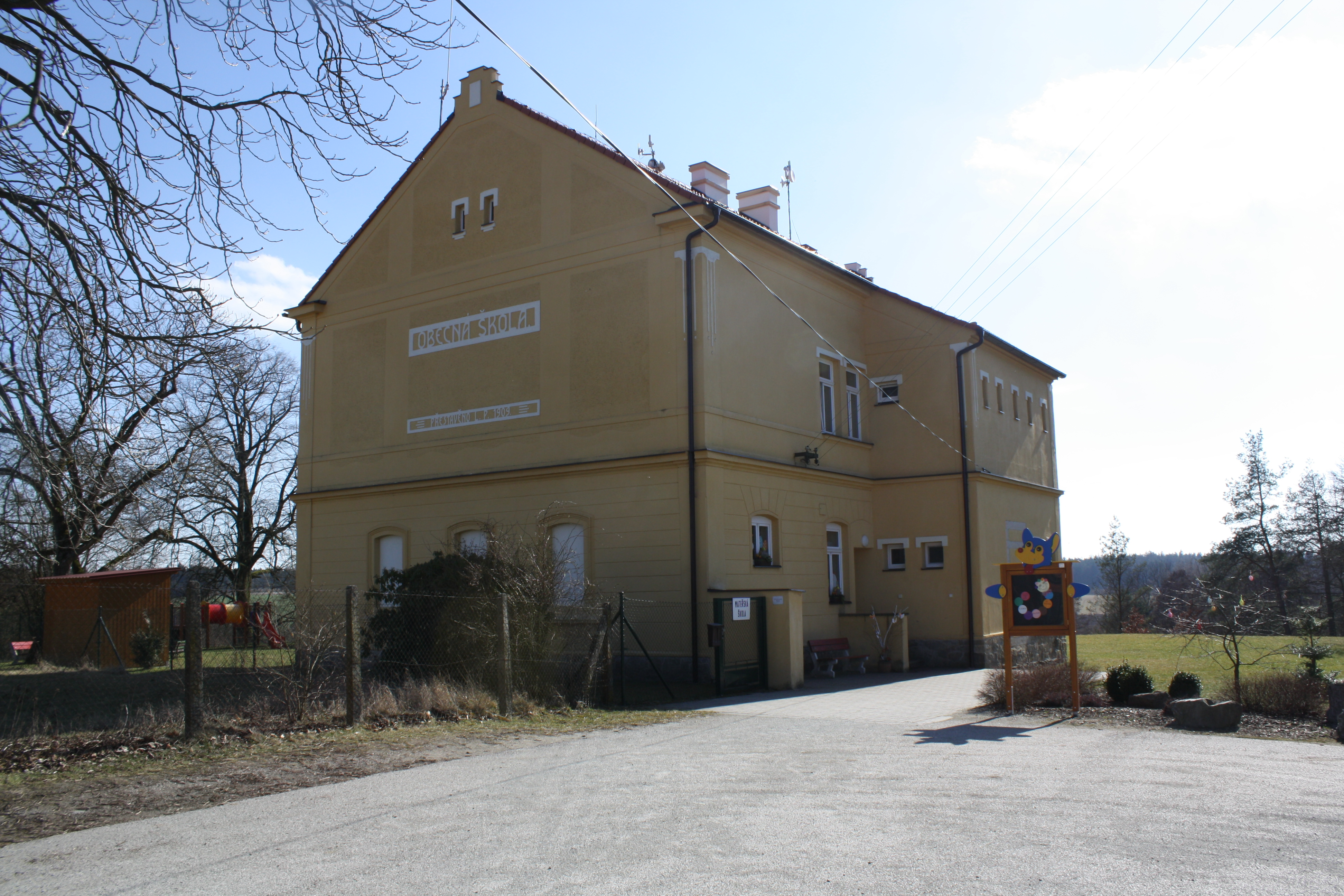
Škola

- Mezi pamětihodnosti patří kaple svatého Floriána postavená v roce 1834 a budova myslivny z roku 1901.
- Pomník 6 obyvatel padlých v první světové válce, odhalený roku 1922.[4]
- Na sever od Velechvína leží rozlehlý les zvaný Velechvínské polesí, kde se nachází kromě jiného také Žižkův dub.
- Stopy zaniklé vesnice v lese U Studánky